# ブラスターマスター ゼロ 2
『ブラスターマスター ゼロ 2』（BlasterMasterZero2）は、インティ・クリエイツから2019年3月21日に発売されたNintendo Switch・PlayStation 4・PC(Steam)、Xbox One、Xbox Series X/S用ダウンロードソフト。

## 概要
1988年6月17日にサン電子から発売されたファミリーコンピュータ用アクションゲーム『超惑星戦記 メタファイト』のリブート作品、『ブラスターマスターゼロ』の続編。前作がシリーズの原点である『超惑星戦記 メタファイト』とその海外版『Blaster Master』をベースとして組み合わせていたのに対し、本作はその世界観を継承した完全新作となっている。
過去作同様に全てのエリアが地続きで繋がっていた前作に対し、今作は惑星として独立したエリアを探索していくステージ選択型となっている。メインストーリーを展開する大きな惑星以外にも規模の小さい小惑星も多数存在し、アイテムや車両の強化パーツが隠されている。舞台となる宇宙はいくつもの宙域に分かれており、次の宙域に移動するには次元トンネルを通過する必要があるが、その為に必要なアクセスキーはどこかの惑星のボスが守っている。マップを手に入れて惑星の座標を知り、ボスを倒してアクセスキーを入手し、次元トンネルを通って次の宙域へ…という流れを繰り返してゲームを進めていく。
基本システムは前作を踏襲しているが、新たに「ガイアシステム」と「ブラストカウンター」が搭載されている。「ガイアシステム」はG-ソフィアが高所から着地した際の衝撃をSPに変換する機能で、高所から落ちるほど多くSPが確保できる。また、敵からのダメージでもSPを補給することができる。なお、ホバーで上昇して着地した場合はその分回復量が減算される。逆にSPが無くなり「システムダウン」状態になるとガイアシステムも停止し、SPが自動回復するまで使用不可となってしまう。「ブラストカウンター」はトップビュー時に使用可能で、敵の攻撃の瞬間を狙って打ち込むカウンター攻撃。最初は1種類しか無いが、ストーリーが進むと新たなカウンターが可能になる。また、前作はガンレベルの高い攻撃でゴリ押しの利く構成だったが、今作は敵によって弱点が異なる為それに応じてガンレベルを切り替える必要がある他、連射を続けると弾切れを起こしてしまうため、頭を使ったプレイが求められるシステムとなった。
前作に続いてマルチエンディングを採用しており、条件を満たすとラストボス撃破後に真のラストステージに進行する。前作同様、真のラストステージに入ると後戻りは出来ない。
2021年7月29日には本作と前作に次回作『ブラスターマスター ゼロ 3』を加えた『ゼロ』三部作を収録し、過去に配信されたDLCとキャラクターボイスを追加した『ブラスターマスター ゼロ トリロジー メタファイトクロニクル』が発売。

## あらすじ
未確認生物として発見したフレッドを追い、過去に人類が住んでいたかつての地下世界をメタル・アタッカーソフィア-IIIで探索していた天才児ジェイソンと、そこで出会ったサポートロイドのイヴは、共に協力して地底世界に蔓延っていたミュータントを倒し、地球をミュータントの脅威から救った。
しかし平穏は長くは続かず、戦いのさなか一時的にコア・ミュータントに寄生されていた影響で、イヴがミュータント細胞に侵食され始めた。
地球ではミュータント化に対する治療法を見つけられず、ジェイソン達はG-ソフィア(ガイア-ソフィア)を新たに開発。地球から飛び立ち、治療の要とされている惑星ソフィアを目指して様々な惑星をめぐっていく。その道中、各惑星でメタル・アタッカーのパイロットやサポートロイド達の協力を得ながら、対峙しているミュータントに立ち向かう。

## 登場人物
今作は過去にサン電子より発売されたゲームをモチーフとしたキャラクターが多数登場している。
声の部分は『ブラスターマスター ゼロ トリロジー メタファイト クロニクル』での担当声優。
ジェイソン・フラドニック
声 - 小野賢章
主人公。ロボット工学で名を馳せる天才児で、冷静である一方、好奇心が強い。
地底世界で発見したソフィア-IIIに搭乗し、ミュータントから地球を救った。
ミュータントに蝕まれるイヴを治療する為、G-ソフィアを新たに開発し、惑星ソフィアを目指して宇宙を旅している。
今作ではソフィアゼロとインベムソフィアのデータから新たに開発したスーツを着用し、ブラストカウンターに必要なO.I.S（オブザーブ・インベム・システム）のためのマントを纏っている。
また、「若干ゲームスピードを引き上げたい」という意図から、トップビューでは従来シリーズのように常に銃を構えて歩くのではなく、走って移動する形式に変更され、若干頭身も上がっている。
イヴ
声 - 宮崎珠子
ヒロイン。ソフィア-IIIのサポートロイドで、地底世界での戦いを通してジェイソンと信頼関係を結んだ。
前作でのミュータントとの戦いでコア・ミュータントに一時的に寄生されていた影響で、ミュータント細胞に右半身の大部分を侵食されている。
G-ソフィアからのエネルギー供給で進行を抑制し、衰えた身体機能を補助するI-HIX(アイヒックス)を右腕に装着している。
真の最終ステージではシリーズで初めて彼女が操作キャラとなる。その際に特殊な力に目覚めるも、その謎は本作では明かされず次回作へ持ち越しとなる。
『ゼロ 3』ではミュータントに寄生された時の情報を基に模倣したミュータントクローン「イヴィルイヴ」が登場する。
フレッド
ジェイソンがソフィア-IIIを発見するきっかけとなった、ソフィア-IIIのカエルのようなサポートアニマル。
理由は不明だが、宇宙に出ると体色が銀色に変化した。
アクセスキーが必要だが、異なる次元宙域同士を繋ぐ次元トンネルを開くことができる。
権兵衛
声 - 八代拓
クエビコのパイロット。
惑星モントイで百姓をしている青年。
タエとはある理由で複雑な信頼関係にある。
モチーフはサンソフト作品『いっき』。同作主人公の権べと同様に鎌や竹槍を武器として使う他、倒れた時のポーズも同じ。更に同様に小判を集めるサブイベントもある。
但し、設定は小説版『いっき -LEGEND OF TAKEYARI MASTER-』の権兵衛の方が取り入れられており、本作の権兵衛の肩書きも「THE LEGENDARY TAKEYARI MASTER」である。
タエ
声 - 高木友梨香
クエビコのサポートロイド。
惑星モントイの文明ではクエビコの代替パーツを探すのにも苦労するので、日々頭を悩ませている。
『いっき -LEGEND OF TAKEYARI MASTER-』のヒロイン「タエ」がサポートロイドだったら、というコンセプトで生まれたキャラクターで、モチーフの動物はキツネ。原作では普通の人間で本作のような装飾は無い。
ライプニッツ
声 - 蒼井翔太
ガルーダのパイロット。
様々な次元宇宙を渡り歩き、ミュータントやメタル・アタッカーを無差別に襲っている。
言動は矛盾と狂気に満ちており、ジェイソンとの対話にまるで応じない。ヘルメットを外す事も無く、その素顔も不明。
ライプニッツという名前も本人が名乗ったわけではなく解析で判明したのみで、その全容は謎に満ちている。
サンソフトのゲームキャラをモチーフとしていないオリジナルキャラクターで、名前の由来はゴットフリート・ライプニッツから。
『ゼロ 3』ではガルーダを撃墜された後にソフィアに搭乗し、行方不明のイヴに代わるジェイソンのパートナーとなる。終盤にてヘルメットを外し、初めて素顔を見せる。
カンナ
声 - 井澤詩織
エイルのパイロット。
惑星ストランガの植物がベースの謎の生命体で、植木鉢のような顔から生える根や茎や実らしきものが集まって胴体を形成している。
植物学・薬学の知識に優れるがMAの操縦はからっきし。
モチーフはサンソフト作品『トリップワールド』のマイタの花で、惑星ストランガ自体が同作をモチーフとしている。
ダウンロードコンテンツ『カンナを育てまストランガ！』では彼女に肥料を与えて成長させるミニゲームがプレイできる。
『ゼロ 3』ではその起源が語られる。
ケンウッド
声 - 牧野秀紀
エイルのサポートロイド。
惑星ストランガにパイロットにできる生物がいなかったため、20年もの長い旅の末にカンナを掘り起こして育てることになった。
カンナを「一人前のレディ」に育てるべく執事のようにサポートしている。
ライプニッツ同様、サンソフトのゲームキャラをモチーフとしていないキャラの1人である。モチーフの動物はヒツジで、名前はカーナビのメーカー名から。
ジョッキ
声 - 武虎
アトムのパイロット。
惑星ディヴィードの整備工で、修理だけならサポートロイドの手を借りずとも行える。反面、ソフトウェアのことに関しては不得手。
血液中にソフィアニウムに転用可能なクリスタル鉱石を含む珍しいタイプの宇宙人。
モチーフはサンソフト作品『へべれけ』の助左衛門に機関士のイメージを足したもの。名前は既に決まっていた「ティセット」を夏目裕司がティーセットと解釈したことでカップ繋がりのジョッキから取られた。
ティセット
声 - 岩倉あずさ
アトムのサポートロイド。
気弱な性格で、ジョッキがアトムの整備を一人で行えるので、サポートロイドとしての自信を持てていない。
モチーフはサンソフト作品『わくわく7』に登場したティセ・ロンブローゾで、イメージは車掌。動物のモチーフはヒバリ。
ティセと同じく姫カットで目を前髪で隠しており、同キャラの「おばけではありません…自動人形です。オートマータなんです…」を捩った「人ではありません。自動人形です。サポートロイドなんです」という台詞を言うシーンがある。
『ゼロ 3』にも登場するが他のキャラと違って外見が大きく変わっており、よりティセに近い姿になっている。
エルフィ
声 - 石原夏織
アンドレイアのサポートロイド。
アンドレイアのパイロットであったロディと共に戦っていたが、ゼオグセブに敗れてロディを失い、自身もアンドレイアの元に留まる残留思念となってしまった。
『ブラスターマスター』ではジェイソンとイヴの子供としてロディと共に同名のキャラが登場していたが、どちらも本作では設定は全く異なっている。これは本作において様々なサンソフトモチーフのキャラクターを登場させた中、困難に立ち向かうイヴに「アンドレイアを託すのにふさわしいキャラクターは誰か？」と考えた時に「モチーフはともかく、少なくともキャラクターの名前だけはエルフィとロディ以外あり得ない」という考えから生まれたキャラクターだからである。
本作の時点では、彼女達の名前が『ブラスターマスター』に登場するジェイソンとイヴの子供に受け継がれていったのだろうという程度の構想だったが、実際に次回作『ゼロ 3』ではその名前が重要な伏線となる。

## メタル・アタッカー
かつて惑星ソフィアを襲った「インベム暗黒星団」との戦い（『超惑星戦記 メタファイト』）の後、宇宙に拡散したミュータントへの対抗手段を持たない他惑星を救援するべく、オリジナルのメタル・アタッカーのデータを元に超惑星間万能戦闘車両を量産し、宇宙へ打ち上げる「MAプロジェクト」が発足。ソフィアゼロの試作を経て結成された4組の開発チームに予算が分配された。しかしケインとジェニファーの「チームアルファ」以外は悉く指示を無視し、「超惑星間万能戦闘車両」というレギュレーションに反した機体を作り上げている（性能自体は十分であるため、予定通り打ち上げられた）。尚、「チームブラボー」がアトムと同時に開発したMA-04に関しては詳細不明。
G-ソフィア(ガイア-ソフィア)
正式名称は「EARTH MA-001 GAIA-SOPHIA」。
ソフィア-III、ソフィアゼロを基に、ジェイソンとイヴが地球で開発した超惑星間万能戦闘車両であり、唯一の地球製MA。
車両が受けた衝撃をエネルギーに変換する「ガイアシステム」を搭載している為、理論上はエネルギーを無限に生成可能であり、宇宙航行が可能となった。
なお、前作のソフィアゼロはジェイソンがイヴの治療法を探すうちに乗り潰してしまっている。
クエビコ
正式名称は「NORA MA-05 KUEBIKO」。
叢山岳特化型戦闘車両。田植えや稲刈りもできるが、パイロットの権兵衛が操縦に慣れていない為、よく故障する。
開発は「チームチャーリー」だが、「とりあえず車ならいい」という拡大解釈から開発者が趣味と悪ノリに走った結果、生み出された。
ギャザヴィーラ戦で、G-ソフィアを援護する。
サポートアニマルはトンボ型の「竜飛（タッピー）」。
エイル
正式名称は「NORA MA-06 EIR」。
近接格闘特化型戦闘車両。
車体の衝突を武器にする為に防御力や機動力が高く、それらを生かした救助・救援にも適している。
クエビコと同じく「チームチャーリー」の開発で、クエビコ以上に開発者の趣味が出ている。
パイロットはカンナだが、実際には彼女の掛け声から意図を汲み取ったケンウッドが操縦している。
サポートアニマルの「ヤコプ」は『トリップワールド』の同名の主人公のような一頭身のウサギを思わせる外見だが、そちらと違って目はひし型で耳も鋭く、やや機械的な容姿になっている。
アトム
正式名称は「NORA MA-03 ATOM」。
超合金火力特化型戦闘車両。
パイロットのジョッキのクリスタル石炭をエネルギーに用いることで、機体出力をより向上させられる。
開発は「チームブラボー」。開発者が「惑星間万能」の部分を完全に無視した所為で火力・強度ばかりに特化し、大気圏離脱能力を備えていない。
サポートアニマルはテディベアのような姿の「マグたん」で、ジョッキ達と同じくカップ繋がりでマグカップから取られている。
ガルーダ
正式名称は「NORA MA-07 GARUDA」。
超惑星間高機動戦闘車両。
戦車と言うよりは戦闘機で、空を縦横無尽に飛び回りながら標的を攻撃する。
「チームデルタ」の開発だが、「2機作る」「車両を作る」という指示を無視し、予算をたった1機に注ぎ込んだ高性能の戦闘機として開発された。
パイロットはライプニッツ。ルシアというサポートロイドがいたが、既に死亡している。また、本編には登場しないが、蛇型の「ジャオー」というサポートアニマルがいる。
ジャオーは蛙型であるフレッドの天敵としてデザインされたが、そこからサンソフト作品『マドゥーラの翼』の主人公・ルシアの頭の飾りが連想されたため、サポートロイドに名前に「ルシア」が取り入れられている。
次回作の『ゼロ 3』では生前のルシアの、『マドゥーラの翼』のルシアに似た容姿が判明する。
アンドレイア
正式名称は「NORA MA-02 ANDREIA」。
ソフィア-IIIと同型の機体だが、独自の機能として周囲の水をエネルギーに変換する「アクアシステム」を搭載している。
開発はソフィア-IIIと同じく「チームアルファ」。インベム暗黒星団との実戦経験からオリジナルMAの問題点の解消と性能の拡張を目指し、ソフィア-IIIと共に正統派のMAとして開発された。
ゼオグセブとの戦闘でパイロットのロディは既に戦死しており、サポートロイドのエルフィも残留思念が機体の元に留まっているに過ぎない。その時のダメージが原因でアクセルブラストの使用に耐えられなくなっている。
真の最終ステージにてイヴに託される。次回作『ゼロ 3』ではその機体はG-ソフィアの修繕・改良に用いられたと語られている。

## ボス
マインマイト
ヤドカリのようなミュータント。
殻にこもり、移動中に地雷を設置する。
マイティマインマイト
マインマイトに近いミュータントだが、設置する地雷が爆発すると周囲に炎が残るものになっている。
モックランチュラー
惑星フロサンテに巣食う巨大ミュータント。
小型のクモ型ミュータントの群れを生み出して襲ってくる。
強靭な糸で惑星規模の渡りを行う。
ヘキサビビィ
ハチのような黄色の巨大ミュータント。
腹部が6角形で、6方向に虫型ミュータントを生み出す。
オクタビビィ
ヘキサビビィに近い、緑色の巨大ミュータント。
腹部が8角形で、8方向に虫型ミュータントを生み出す。
権兵衛
クエビコのパイロットだが、勘違いにより戦うことになる。
鎌や、扱いに長けた竹槍で攻撃してくる。
ダンジョン内にある畑を一定以上荒らすと強化状態となる。
ザヴィーラ
頭部だけのミュータント。
初めて接触する黄色いタイプと、ギャザヴィーラの内部にいる青いタイプが存在する。
プレイヤー周囲の旋回やワープ移動を行い、弾を発射して攻撃する。
サンソフト作品『アトランチスの謎』の同名のラストボスと酷似しており、青と黄色の二種類がいるのも同様。
また、同作では『いっき』の権べを流用した師匠がザヴィーラに囚われており、本作でも権兵衛はザヴィーラと敵対している。
ギャザヴィーラ
山のような超巨大ミュータント。
クエビコのサポートを受けながら戦うことになる。
弱点を攻撃して扉を開け、内部のザヴィーラを全て倒す必要がある。
再戦時にはクエビコのサポートが無く、自力で倒さなければならない。
セル・アンノウン-046
移民輸送船L-229内で出会う、ゲル状のミュータント。
炎属性の攻撃でゲル部分を焼き払える。
シュゴーゼモール
惑星ソフィアから飛び立った移民輸送船L-229の防衛・保全を行う巨大なメンテナンスロボット。
ミュータントに乗っ取られており、ステージを通して様々な場面でジェイソン達を攻撃してくる。
飛ばしてくる腕を誘導するか攻撃で押し付けると、進路を防ぐバリアを壊すことができる。
L-229は『メタファイトEX』にも名前が出ており、後にラムダ銀河辺境の惑星に墜落したことが語られている。
インベムゼモール
シュゴーゼモールをミュータントクローンした個体。
ガルーダ
ライプニッツがパイロットのメタル・アタッカー。
1戦目で各武装に対応した武器で対抗すると、2戦目でその武装が強化される。
また、2戦目はバリアを張っている。
ライプニッツ
ガルーダのパイロットで、ガルーダから飛び降りて襲いかかってくる。
ジェイソンの攻撃に合わせて、カウンターを返してくる。
また、2戦目はガルーダを呼び出して爆撃することもある。
エイル
カンナがパイロットのメタル・アタッカー。
惑星ストランガを襲撃に来たと誤解して襲ってくる。
スパイラルバニッシュで空中から突撃し、中央のネジに当たると花が咲いて攻撃が見づらくなる。
他に、一定時間残り続ける花形の爆弾、破壊不可能の尻尾弾、体当たり攻撃を行う。
スケルベロス
前作に登場したスケルベノンの亜種で、首が3本に増えている。
惑星ストランガの環境に耐えられず、周辺の小惑星E-3からストランガにミュータントを送り込んでいる。
触れると上方に飛ばされる光線、光弾、火炎弾などで攻撃し、首が一本だけになると強力な攻撃を撃つようになる。
アトム
ジョッキがパイロットのメタル・アタッカー。
G-ソフィアをミュータントアタッカーと誤認してしまい、戦うことになる。
ジョッキが車外に出てブースト状態に変化させると、攻撃が強化され防御力も上がる。
煙幕を張って引火させることもある。
ディグローラー
次元断層内を移動する巨大ミュータント。
惑星ディヴィードを次元断層によって分断した。
再戦時はイヴで戦うことになり、トゲの生えたミュータントを口の中にはたき返すことでダメージを与えられる。
プラネイド-G
本作の表向きのラストボス。
ライプニッツの故郷の惑星自体に寄生したミュータント。
通常の攻撃は通じず、ガイアシステムでエネルギーを奪うことでしかダメージを与えられない。
次回作『ゼロ 3』では、完全に倒し切れていなかった事が判明し、生き残った心臓部「プラネイド-G ティミドロー」が暗躍している。
カペル
球状のミュータント。
跳ね回り、攻撃すると分裂する。
初戦時は生身のイヴで戦うことになり、部屋上部にあるブロックで叩き潰して、アンドレイアでの再戦時まで一時的に機能停止させる。
ゼオグセブ
ミュータントを統べる「ミュータントコクーン・ゼオグ」であり、前作のゴウズも本作のプラネイド-Gもその尖兵に過ぎない。
こちらから直接攻撃はできないため、敵の球体の攻撃をウォーターバインドで包み、スパークタックルでぶつける方法でしかダメージを与えられない。
ゼオグゼフゥ
本作の真のラストボス。ゼオグセブの正体。
前作のベズ・ゴウズを彷彿させるような、人型のミュータント。
この戦闘では復活したジェイソンとG-ソフィアを再び操作して戦う。

## ステージ構成
各エリア（宙域）には下記のメインステージの他、サブステージの「小惑星」が複数存在する。エリアΩは条件を満たした場合のみ進入可能だが、前作の最終ステージ同様に一度入るとそれ以前のエリアには戻れなくなる。
エリアA
惑星フロサンテ
エリアB
惑星モントイ
エリアC
移民輸送船L-229
エリアD
？？？
エリアE
惑星ストランガ
エリアF
惑星ディヴィード
エリアG
惑星？？？
エリアΩ